# 등사기

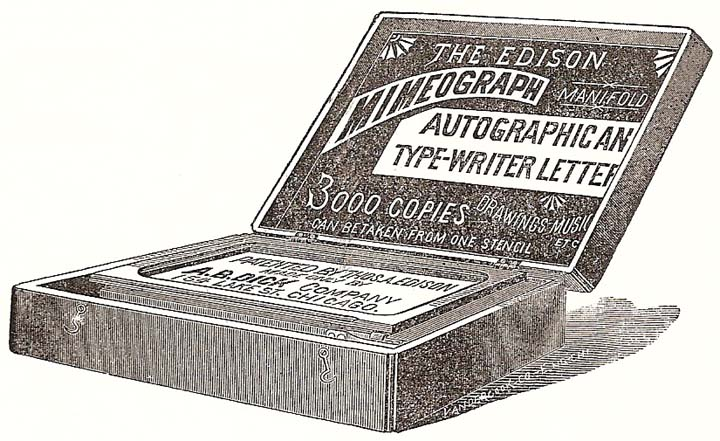
1889년 출시된 에디슨 등사기

등사기(謄寫機, 영어: mimeograph machine, stencil duplicator)는 몇 백 장 내지 몇 천 장 정도의 비교적 소량의 복사물을 제작하기 위해 고안된 사무용 인쇄기이다.

## 발명
1886년 8월 8일 토머스 에디슨이 ‘자동화 인쇄’(Autographic Printing)라는 명칭으로 미국에서 특허 출원하였다. 등사기의 영어명 ‘mimeograph 미미어그래프[*]’는 그에게서 특허권의 사용을 취득한 앨버트 블레이크 딕(Albert Blake Dick)이 1887년에 붙인 이름이다.
딕은 시카고에서 A. B. 딕 컴퍼니(A. B. Dick Company)를 설립하고 등사기에 ‘Mimeograph’라는 상표를 붙여 판매하였다. 훗날 ‘mimeograph’는 등사기를 가리키는 일반 명사가 되었다.

## 역사
등사기는 1960년대까지 값싼 오프셋 인쇄기로 인식되어 사용되었으나 복사기에 차츰 자리를 내주게 되었다. 그러나 현재에도 드물지만 윤전식(輪轉式) 등사기가 학교나 관공서에서 쓰이는 경우가 있다.

## 같이 보기
- 인쇄
- 복사기
- 사무기기
- 실크 스크린

## 참고 자료
- 등사기(謄寫機) - 한국민족문화대백과사전